# Барбара Сток
Барбара Сток (24 лютого 1970 року, Гронінген, Нідерланди) — нідерландська карикатуристка, авторка автобіографічних коміксів, таких як Барбараль.

## Біографія
Народилася 24 лютого 1970 року в Гронінгені. Ще в дитинстві писала розповіді та читала збірку коміксів своєму брату. В юності відкрила для себе американські «підпільні» комікси. Сток не читала книги, і каже, що книги про Гаррі Поттера були першими прозовими книгами, які вона прочитала. Вона є членкинею книжкового клубу. 
Окрім створення коміксів, Сток також працює барабанщицею. Вона грала в різних гуртах, включаючи треш-панк формацію de Straaljagers. Сток використала досвід групи під час гастролей в Іспанії в комічному альбомі "На гастролях по Іспанії".
У 2010 році вийшла книжка-картинка «Про доброго живого, який хоче розвіяти її страх перед смертю». Філософствуючи про смерть, Сток знаходить сенс життя.

## Творчість
Значна частина творів Барбари Сток автобіографічна. Вона почала малювати комікси у 90-х і самостійно видала «Барбараль». Її історії з гумором описують великі та малі питання життєдіяльності її рідного міста Гронінген. У 1996 році почала самостійно публікувати серію коміксів. Через два роки «Барбарський серіал» видавець «Нідж і ван Дітмар» поєднав у альбом, номінований на кращий нідерландський комікс року.  
Барбара Сток ніколи не відвідувала художню або дизайнерську школу, остерігаючись впливу на свій стиль.  
Її роман 2003 року «Je geld of je leven» («Ваші гроші чи ваше життя») розповідає про її роботу як журналістки та професійне вигорання.  В 2009 році отримала премію за автобіографічний роман «Dan maak je maar zin», який стосується смерті її брата та досліджує сенс життя. 
Також у 2009 році видавництвом Nijgh & Van Ditmar та музеєм Van Gogh Барбарі Сток було доручено написати книгу про Ван Гога. Її роман - графічний твір, який зображує роки ван Гога в Арле. Роман перекладено кількома мовами, в тому числі англійською. У програмі The Guardian Джеймс Смарт похвалив твір як «яскраву, сумну розповідь про перехід Ван Гога до Арля та його боротьбу з психічною хворобою». Того ж року Сток було надано щотижневе місце в національній щоденній газеті NRC Handelsblad. 